# 1973-as jégkorong-világbajnokság
Az 1973-as jégkorong-világbajnokság a 40. világbajnokság volt, amelyet a Nemzetközi Jégkorongszövetség szervezett. A vb-ken a csapatok három szinten vettek részt. A világbajnokságok végeredményei alapján alakult ki az 1974-es jégkorong-világbajnokság csoportjainak mezőnye.

## A csoport
1–6. helyezettek
- Szovjetunió – Világbajnok
- Svédország
- Csehszlovákia
- Finnország
- Lengyelország
- NSZK – Kiesett a B csoportba

## B csoport
7–14. helyezettek
- NDK – Feljutott az A csoportba
- Egyesült Államok
- Jugoszlávia
- Románia
- Ausztria
- Japán
- Svájc – Kiesett a C csoportba
- Olaszország – Kiesett a C csoportba

## C csoport
15–22. helyezettek
- Norvégia – Feljutott a B csoportba
- Hollandia – Feljutott a B csoportba
- Magyarország
- Bulgária
- Kína
- Franciaország
- Dánia
- Nagy-Britannia